# 1934 na literatura

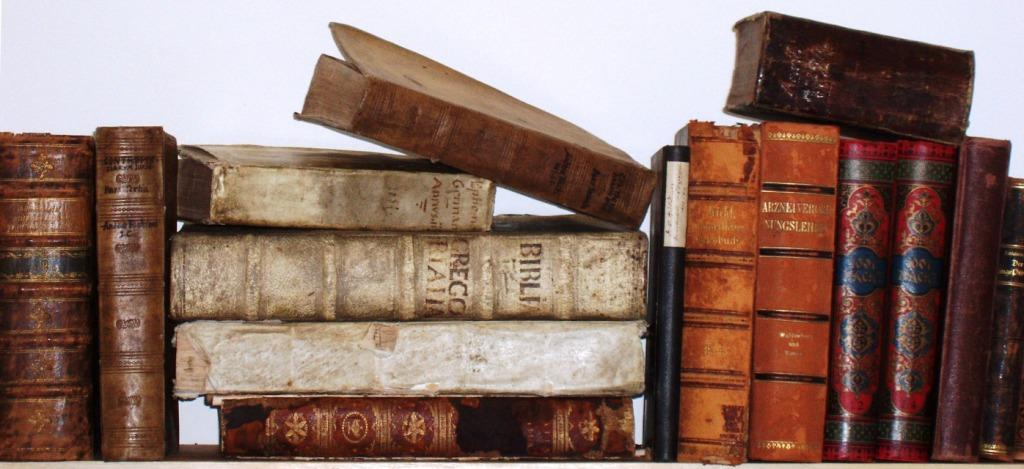
O livro aberto de 1934.

## Eventos
- 7 de Janeiro - Publicação da primeira prancha de Banda Desenhada de Flash Gordon, com argumento de Don Moore e desenhos de Alex Raymond, pela King Features Syndicate.
- 10 de maio - Fundação da Deutsche Freiheitsbibliothek (Biblioteca Alemã da Liberdade) em Paris por Heinrich Mann e outros escritores no exílio, durante o primeiro aniversário da Queima de livros promovida pelo nazismo para demonstrar sua política cultural de exclusão.

### Ficção
- Agatha Christie - Three Act Tragedy
- Henry Miller = choca o público com a linguagem explícita de Trópico de Câncer, primeiro de uma trilogia.
- George Orwell - Dias na Birmânia

#### Literatura infantil
- Monteiro Lobato - Emília no País da Gramática
- Pamela Lyndon Travers - Mary Poppins
- Ruth Plumly Thompson - Speedy in Oz

## Nascimentos
| Data            | Nome                    | Profissão                                              | Nacionalidade  | Observações | Ref |
| --------------- | ----------------------- | ------------------------------------------------------ | -------------- | ----------- | --- |
| 27 de fevereiro | Armando Baptista-Bastos | jornalista e escritor                                  | Portugal       |             |     |
| 24 de Abril     | Shirley MacLaine        | atriz e escritora                                      | Estados Unidos |             |     |
| 27 de Maio      | Harlan Ellison          | escritora                                              | Estados Unidos |             |     |
| 16 de julho     | Tomás Eloy Martínez     | jornalista e escritor                                  | Argentina      | m. 2010     |     |
| 16 de Agosto    | Diana Wynne Jones       | escritora                                              | Inglaterra     |             |     |
| 24 de Setembro  | John Brunner            | escritor                                               | Inglaterra     | m. 1995     |     |
| 9 de Novembro   | Carl Sagan              | cientista, astrónomo e escritor                        | Estados Unidos | m. 1996     |     |
| 16 de novembro  | Cunha de Leiradella     | escritor e dramaturgo                                  | Portugal       |             |     |
| 22 de novembro  | Aldyr Schlee            | escritor, jornalista, tradutor, desenhista e professor | Brasil         |             |     |
| ?               | Juan Carlos Portantiero | sociólogo e escritor                                   | Argentina      | m. 2007     |     |

## Mortes
| Data           | Nome                | Profissão                               | Nacionalidade | Observações | Ref |
| -------------- | ------------------- | --------------------------------------- | ------------- | ----------- | --- |
| 23 de abril    | Gregório da Fonseca | militar e escritor, imortal da Academia | Brasil        | n. 1875     |     |
| 28 de novembro | Coelho Neto         | escritor e político                     | Brasil        | n. 1864     |     |
| 5 de dezembro  | Humberto de Campos  | jornalista, político e escritor         | Brasil        | n. 1886     |     |

## Prémios literários
- Nobel de Literatura - Luigi Pirandello..